# Taça de Portugal 1981-1982
La Taça de Portugal 1981-1982 fu la 42ª edizione della Coppa di Portogallo. Lo Sporting Lisbona si aggiudicò la sua undicesima coppa nazionale battendo in finale il Braga per 4-0 allo Stadio nazionale di Jamor.

## Sedicesimi di finale
| Locali     | Risultato | Ospiti             |
| ---------- | --------- | ------------------ |
| Belenenses | 1 - 0     | Académico de Viseu |

| Locali           | Risultato    | Ospiti             |
| ---------------- | ------------ | ------------------ |
| Leixões          | 1 - 0        | Limianos           |
| Alcobaça         | 1 - 0        | Farense            |
| Sacavenense      | 1 - 3        | Rio Ave            |
| Sporting Lisbona | 3 - 2        | Boavista           |
| União Leiria     | 1 - 2        | Odivelas           |
| Sesimbra         | 1 - 2        | Juventude de Évora |
| Portimonense     | 0 - 0 d.t.s. | Benfica            |
| Porto            | 2 - 0        | Lusitânia          |
| Bragança         | 2 - 0        | Estrela Amadora    |
| Benfica e C.B.   | 1 - 0 d.t.s. | Peniche            |
| Cova da Piedade  | 0 - 2        | Braga              |
| Amora            | 2 - 1        | Vitória Guimarães  |
| Penafiel         | 5 - 1        | Covilhã            |
| Leça             | 1 - 1 d.t.s. | Espinho            |

| Locali   | Risultato    | Ospiti   |
| -------- | ------------ | -------- |
| Marítimo | 2 - 1 d.t.s. | Nacional |

### Ripetizioni
| Locali  | Risultato    | Ospiti |
| ------- | ------------ | ------ |
| Espinho | 1 - 0 d.t.s. | Leça   |

| Locali  | Risultato | Ospiti       |
| ------- | --------- | ------------ |
| Benfica | 1 - 0     | Portimonense |

## Ottavi di finale
| Locali             | Risultato | Ospiti   |
| ------------------ | --------- | -------- |
| Benfica            | 6 - 0     | Bragança |
| Juventude de Évora | 1 - 0     | Odivelas |

| Locali           | Risultato | Ospiti         |
| ---------------- | --------- | -------------- |
| Sporting Lisbona | 1 - 0     | Belenenses     |
| Braga            | 1 - 0     | Amora          |
| Leixões          | 2 - 0     | Marítimo       |
| Porto            | 5 - 1     | Espinho        |
| Alcobaça         | 1 - 0     | Rio Ave        |
| Penafiel         | 3 - 0     | Benfica e C.B. |

## Quarti di finale
| Locali             | Risultato    | Ospiti   |
| ------------------ | ------------ | -------- |
| Sporting Lisbona   | 3 - 0        | Penafiel |
| Leixões            | 1 - 3        | Braga    |
| Juventude de Évora | 1 - 2        | Alcobaça |
| Porto              | 0 - 1 d.t.s. | Benfica  |

## Semifinali
| Locali           | Risultato | Ospiti   |
| ---------------- | --------- | -------- |
| Sporting Lisbona | 2 - 1     | Alcobaça |
| Braga            | 2 - 1     | Benfica  |

## Finale
| Arbitro: | Raúl Nazaré (Setúbal) |

|  |           |                                            |
|  | Marcatori | 37’, 82’ Oliveira 66’ Fernandes 71’ Jordão |

| Braga | Sporting CP |

### Formazioni
| Braga       |    |                   |  |     |
|             |    |                   |  |     |
| POR         | 1  | Valter Onofre ()  |  |     |
| DIF         |    | Guedes            |  |     |
| DIF         |    | Artur Correia     |  |     |
| DIF         |    | João Cardoso      |  |     |
| DIF         |    | Dito              |  |     |
| CEN         |    | José Carlos       |  |     |
| CEN         |    | Serra             |  |     |
| CEN         |    | Vítor Oliveira    |  | 62’ |
| CEN         |    | Vítor Santos      |  |     |
| CEN         |    | Chico Faria       |  |     |
| ATT         |    | Armando Fontes    |  |     |
| Sostituiti: |    |                   |  |     |
| CEN         |    | Spencer           |  |     |
| ATT         | 14 | Fernando Malheiro |  | 62’ |
| Allenatore: |    |                   |  |     |
| Quinito     |    |                   |  |     |

| Sporting Lisbona |    |                     |  |     |
|                  |    |                     |  |     |
| POR              | 1  | Ferenc Mészáros     |  |     |
| DIF              |    | Vitorino Bastos     |  |     |
| DIF              |    | Augusto Inácio      |  |     |
| DIF              |    | Virgílio Lopes      |  | 77’ |
| DIF              |    | Marinho             |  | 62’ |
| DIF              |    | Zezinho             |  |     |
| CEN              | 8  | Lito                |  |     |
| CEN              | 10 | António Oliveira    |  |     |
| CEN              |    | Ademar Marques      |  |     |
| ATT              |    | Manuel Fernandes () |  |     |
| ATT              | 11 | Rui Jordão          |  |     |
| Sostituiti:      |    |                     |  |     |
| DIF              |    | Paulo Meneses       |  | 77’ |
| CEN              | 14 | António Nogueira    |  | 62’ |
| Allenatore:      |    |                     |  |     |
| Malcolm Allison  |    |                     |  |     |